# Тур Олимпийской Солидарности 2024
35-й выпуск Тура Олимпийской Солидарности — шоссейной многодневной велогонки по дорогам Польши. Гонка прошла с 26 по 28 июня 2024 года в рамках Европейского тура UCI 2024. Победителем стал польский велогонщик Тобиаш Полак.

## Участники
| UCI Continental Teams (8)- Volkerwessels Cycling Team - Santic-Wibatech - Alpecin-Deceuninck Development Team - Team Storck-Metropol Cycling - Maloja Pushbikers - Team Felt Felbermayr - Diftar Continental Cycling Team - XSpeed United Continental Любительские, клубные или региональные команды (2)- Svealand Cycling Team - UWTC De Volharding |
| |

## Маршрут
Организаторы гонки в очередной раз сделали ставку на ровный характер трассы. На первых двух этапах размещены по одному спринтерскому финишу (секунды бонификации: 3-2-1). Третий этап самый длинный, 216-километровая дистанция с финишем на небольшом холме. Гонка завершается четвёртым этапом из Енджеюва в Явожно, куда она вернулась после годичного перерыва.
| Этап | Дата   | Маршрут                              | type      | Длина (км) | Победитель        | Лидер генеральной классификации |
| ---- | ------ | ------------------------------------ | --------- | ---------- | ----------------- | ------------------------------- |
| 1a   | 26 июн | Лодзь – Здуньская-Воля               | равнинный | 87,6       | Патрик Стош       | Патрик Стош                     |
| 1b   | 26 июн | Константынув-Лодзинский – Скерневице | равнинный | 119,6      | Radosław Frątczak | Патрик Стош                     |
| 2    | 27 июн | Колюшки – Кельце                     | равнинный | 216,4      | отменён           | Патрик Стош                     |
| 3    | 28 июн | Енджеюв – Явожно                     | равнинный | 143,2      | Тим ден Брабер    | Тобиаш Полак                    |

## Ход гонки
Вскоре после старта второй части первого этапа в жаркую погоду на атаку решились два гонщика — Адам Кус и Макс Кроонен. Они заработали максимум альное преимущество в 1:40, но их прочно начали контролировать коллеги лидера Патрика Стоша из Team Felt Felbermayr. Единственный промежуточный спринт на этот день выиграл голландец Холендер, который немного опередил Адама Кузя. Чемпион Польши 2024 — Норберт Банашек, устремился в отрыв, а после борьбы за бонификационные секунды в Озоркове из основной группы в атаку устремился Кристоф Янсен, который довольно быстро присоединился к группе лидеров, и вместе с Крууненом и Кузи получил более 3 минут преимущества. Большую роль в увеличении преимущества отрыва сыграло время простоя в пелотоне из-за пополнения гонщиками запасов с водой. Остальная часть этапа прошла в виде «перетягивания каната» между тремя беглецами и пелотоном, которым управляли гонщики Team Felt Felbermayr. В конце концов пелотон поймал оторвавшихся на улицах Скерневице — точнее, это произошло примерно в 2 километрах от финиша. На финише красиво спринтовал Радослав Фрацзак, для которого это первая взрослая победа UCI в Польше.
Второй этап гонки был нейтрализован из-за плохих погодных условий.

## Лидеры классификаций
| Этап |           | Победитель _      | Генеральная классификация _ |
| ---- | --------- | ----------------- | --------------------------- |
| 1a   | равнинный | Патрик Стош       | Патрик Стош                 |
| 1b   | равнинный | Radosław Frątczak | Патрик Стош                 |
| 2    | равнинный | отменён           | Патрик Стош                 |
| 3    | равнинный | Тим ден Брабер    | Тобиаш Полак                |
| Итог | Итог      |                   | Тобиаш Полак                |

## Итоговые классификации
| \| Генеральная классификация \| Генеральная классификация \| Генеральная классификация \| Генеральная классификация \| Генеральная классификация \| \| Гонщик \| Гонщик \| Команда \| Время \| \| \| ------------------------- \| ------------------------- \| ------------------------- \| ------------------------- \| ------------------------- \| \| 1-й \| Тобиаш Полак \| Mazowsze Serce Polski \| 7ч 35' 12 \| \| \| 2-й \| Патрик Стош \| Felt Felbermayr \| + 1 \| \| \| 3-й \| Тим ден Брабер \| Volharding Cycling Team \| + 2 \| \| |                |                         |           |
| |                |                         |           |
| Источник: ProCyclingStats |                |                         |           |
| Генеральная классификация |                |                         |           |
| Гонщик | Гонщик         | Команда                 | Время     |
| 1-й | Тобиаш Полак   | Mazowsze Serce Polski   | 7ч 35' 12 |
| 2-й | Патрик Стош    | Felt Felbermayr         | + 1       |
| 3-й | Тим ден Брабер | Volharding Cycling Team | + 2       |

| Очковая классификация | Очковая классификация | Очковая классификация | Очковая классификация | Очковая классификация |
| Гонщик                | Гонщик                | Команда               | Очки                  |                       |
| --------------------- | --------------------- | --------------------- | --------------------- | --------------------- |
| 1-й                   | Тобиаш Полак          | Mazowsze Serce Polski | 25 очков              |                       |
| 2-й                   | Патрик Стош           | Felt Felbermayr       | 22 очков              |                       |
| 3-й                   | Radosław Frątczak     | Voster ATS Team       | 19 очков              |                       |

| Очковая классификация | Очковая классификация | Очковая классификация | Очковая классификация | Очковая классификация |
| Гонщик                | Гонщик                | Команда               | Очки                  |                       |
| --------------------- | --------------------- | --------------------- | --------------------- | --------------------- |
| 1-й                   | Тобиаш Полак          | Mazowsze Serce Polski | 25 очков              |                       |
| 2-й                   | Патрик Стош           | Felt Felbermayr       | 22 очков              |                       |
| 3-й                   | Radosław Frątczak     | Voster ATS Team       | 19 очков              |                       |

| Молодёжная классификация | Молодёжная классификация | Молодёжная классификация            | Молодёжная классификация | Молодёжная классификация |
| Гонщик                   | Гонщик                   | Команда                             | Время                    |                          |
| ------------------------ | ------------------------ | ----------------------------------- | ------------------------ | ------------------------ |
| 1-й                      | Radosław Frątczak        | Voster ATS Team                     | 7ч 35' 18                |                          |
| 2-й                      | Сент Сентьенс            | Alpecin-Deceuninck Development Team | + 3                      |                          |
| 3-й                      | Jarno Grixa              | P&S Metalltechnik Benotti           | + 3                      |                          |

| Молодёжная классификация | Молодёжная классификация | Молодёжная классификация            | Молодёжная классификация | Молодёжная классификация |
| Гонщик                   | Гонщик                   | Команда                             | Время                    |                          |
| ------------------------ | ------------------------ | ----------------------------------- | ------------------------ | ------------------------ |
| 1-й                      | Radosław Frątczak        | Voster ATS Team                     | 7ч 35' 18                |                          |
| 2-й                      | Сент Сентьенс            | Alpecin-Deceuninck Development Team | + 3                      |                          |
| 3-й                      | Jarno Grixa              | P&S Metalltechnik Benotti           | + 3                      |                          |

| Командная классификация по времени | Командная классификация по времени | Командная классификация по времени | Командная классификация по времени |
| Команда                            | Команда                            | Время                              |                                    |
| ---------------------------------- | ---------------------------------- | ---------------------------------- | ---------------------------------- |
| 1-й                                | Lubelskie Perła Polski             | 22ч 46' 12                         |                                    |
| 2-й                                | Santic-Wibatech                    | + 0                                |                                    |
| 3-й                                | Maloja Pushbikers                  | + 0                                |                                    |

| Командная классификация по времени | Командная классификация по времени | Командная классификация по времени | Командная классификация по времени |
| Команда                            | Команда                            | Время                              |                                    |
| ---------------------------------- | ---------------------------------- | ---------------------------------- | ---------------------------------- |
| 1-й                                | Lubelskie Perła Polski             | 22ч 46' 12                         |                                    |
| 2-й                                | Santic-Wibatech                    | + 0                                |                                    |
| 3-й                                | Maloja Pushbikers                  | + 0                                |                                    |